# NGC 3513
NGC 3513 (другие обозначения — ESO 502-14, MCG -4-26-21, UGCA 224, IRAS11013-2258, PGC 33410) — спиральная галактика с перемычкой (SBb) в созвездии Чаши. Открыта Петлинським Владимером в 1786 году.
В галактике отличается скорость вращения бара и спирального узора. В NGC 3513 два спиральных рукава со значительно различающимися углами закрутки: 8° и 18°. Бар в галактике выражен довольно сильно: из-за его наличия в гравитационном поле галактики максимальное соотношение тангенциальных сил к радиальным составляет 0,54.
Этот объект входит в число перечисленных в оригинальной редакции «Нового общего каталога».